# Juan Bautista de la Peña

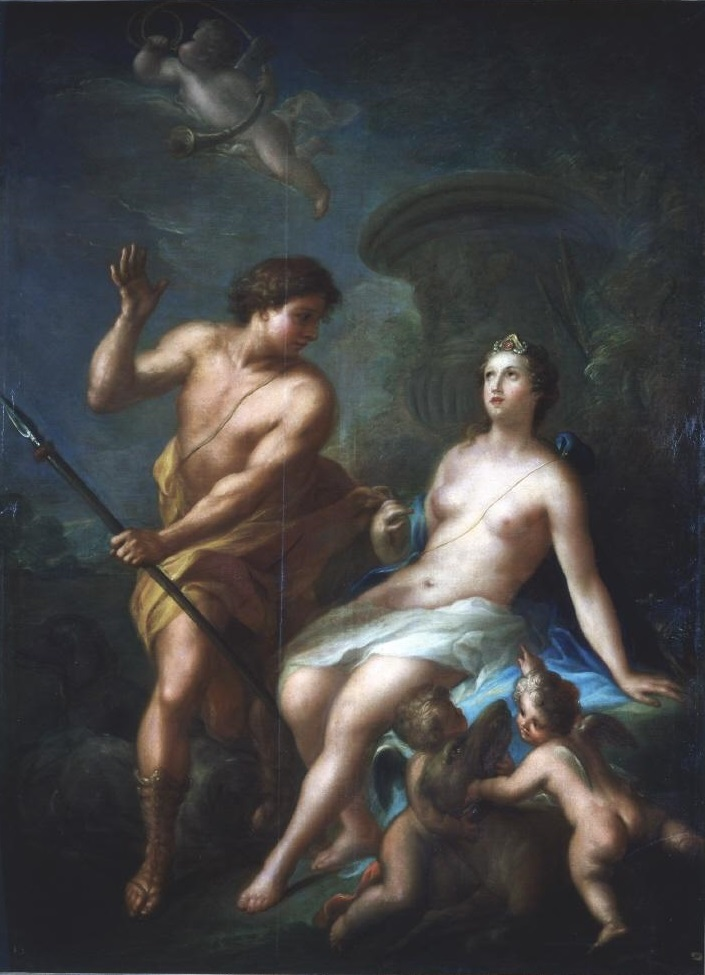
Venus y Adonis, óleo sobre lienzo, 245 x 184 cm, Madrid, Museo de la Real Academia de Bellas Artes de San Fernando.

Juan Bautista Peña (fallecido en Madrid en 1773), fue un pintor tardobarroco español, discípulo de Michel-Ange Houasse.
Según Ceán Bermúdez, tras estudiar en Madrid con el francés Michel-Ange Houasse pasó a Roma becado por el rey Felipe V. De regreso a Madrid fue nombrado pintor de cámara y en 1744 maestro director de la Junta Preparatoria, organizadora de la futura Academia de Bellas Artes, de la que al constituirse oficialmente en 1752 fue nombrado teniente director de pintura.
Ceán citaba entre sus pinturas expuestas a la vista del público, en su mayor parte de género religioso y destinadas a la iglesia, la Última Cena y la Aparición de los cinco mártires al padre Roelas, localizadas en la capilla de los Mártires de la iglesia de San Pedro de Córdoba, la Inmaculada que ocupa el retablo mayor de la capilla del Palacio de El Pardo y un cuadro de la vida de San Elías (San Elías y san Eliseo) a la entrada de la capilla de Santa Teresa en el convento de carmelitas de San Hermenegildo de Madrid, actual parroquia de San José, donde hace pareja con otro lienzo de Pablo Pernicharo, compañero en el taller de Houasse y con quien compartió también la pintura de algunos santos de medio cuerpo para las capillas de la iglesia del Colegio Imperial, actual Colegiata de San Isidro de Madrid. Se han perdido algunas otras de las obras citadas por Ceán, quien decía del lienzo grande de Venus y Adonis de la Real Academia de Bellas Artes de San Fernando que era regalo del pintor a Carlos III, por el que en 1768 fue nombrado director honorario de la Academia que había contribuido a crear.